# 2S25 Sprut-SD
El 2S25 Sprut-SD es un cazatanques basado en el chasis del BMD-3. Fue diseñado para las Tropas Aerotransportadas de Rusia, por lo que es ligero y tiene una gran movilidad.

## Desarrollo
El cazacarros 2S25 con cañón de 125 mm fue desarrollado por la Fábrica de Tractores de Volgogrado para cumplir los requisitos de las Divisiones de Asalto Aéreo rusas. Según el fabricante, el 2S25 también puede emplearse como un tanque anfibio ligero por las Fuerzas de Despliegue Rápido, las fuerzas aerotransportadas, la Infantería de Marina y Fuerzas Especiales. A mediados de 2001 se indicó que la Fábrica de Tractores de Volgogrado estuvo trabajando en el 2S25  durante unos 7 años. Además se indicó que el 2S25, que también es llamado SPRUT-SD, puede disparar su cañón de 125 mm mientras está maniobrando en el agua. También puede operar en altitudes de hasta 3000 m. La Fábrica de Tractores de Volgogrado diseñó y fabricó los vehículos de combate de infantería aerotransportados BMD-1, BMD-2, BMD-3 y el más reciente BMD-4, que son empleados por las Divisiones de Asalto Aéreo rusas. Informes recientes han indicado que la producción del BMD-4 ha sido transferida a la Fábrica de Maquinarias de Kurgan, donde actualmente se fabrica el BMD-3 y sus variantes tanto para Rusia como para el extranjero. Hasta donde se sabe, la producción del cazacarros 2S25 todavía tiene lugar en la Fábrica de Tractores de Volgogrado.
El 2S25 está diseñado para ser lanzado en paracaídas con sus tripulantes en su interior, permitiendo un despliegue casi inmediato al aterrizar. Cada tripulante tiene su propia mira telescópica diurna/nocturna y el motor tiene una potencia de 500 cv. Los ejércitos de Corea del Sur y la India han mostrado interés en adquirir el 2S25 Sprut-SD. 

## Blindaje
El blindaje del casco y la torreta del cazacarros 2S25 está realizado en aluminio soldado. El vehículo está construido con el compartimiento de la tripulación al frente, la torreta y el compartimiento de combate al centro y el motor en la parte posterior.

El blindaje frontal ofrece protección a izquierda y derecha en un arco de 40° contra proyectiles de 23 mm a 500 m, mientras que el resto del vehículo resiste impactos de balas de 7,62 mm. 